# Strongylognathus emeryi
Strongylognathus emeryi är en myrart som beskrevs av Menozzi 1921. Strongylognathus emeryi ingår i släktet Strongylognathus och familjen myror. IUCN kategoriserar arten globalt som sårbar. Inga underarter finns listade i Catalogue of Life.